# Плесо (Підосиновський район)
Пле́со (рос. Плесо) — присілок у складі Підосиновського району Кіровської області, Росія. Входить до складу Демьяновського міського поселення.
Населення становить 5 осіб (2010, 16 у 2002).
Національний склад станом на 2002 рік — росіяни 100 %.